# Grifola rosularis
Grifola rosularis — вид базидіомікотових грибів родини мерипілових (Meripilaceae).

## Поширення
Вид відомий у Тайвані та Новій Зеландії. Росте на стеблі дерева Elaeocarpus japonicus.
Гриб викликає білу гниль деревини.